# Epitrix hirtipennis
Espèce
Epitrix hirtipennis (l'altise du tabac) est une espèce d'insectes coléoptères de la famille des Chrysomelidae, originaire d'Amérique du Nord et d'Amérique centrale.
Ce sont de petits insectes polyphages, dont les plantes-hôtes préférées sont les espèces de la famille des Solanaceae (tabac, pomme de terre, tomate, aubergine, datura, etc.). Les dégâts sont dus surtout aux adultes qui se nourrissent sur les feuilles en creusant de petits trous. Les larves se nourrissent sur les racines et leurs dégâts sont surtout sensibles au stade plantule.